# تيار الاستقلال (تحالف)
تيار الاستقلال هو تحالف الأحزاب السياسية المتنافسة في الانتخابات البرلمانية المصرية 2014 في قائمة مشتركة مع الجبهة المصرية المسمى ائتلاف مصر.
تأسس التحالف في 15 يونيو 2014 من قبل تيار الحزب المستقل، والذي نشط منذ ديسمبر 2012. يُطلق على التحالف أيضًا اسم تحالف دعم الرئيس. المنسق العام للتحالف حمدي الفخراني. يتكون الائتلاف من 36 حزبا.

## الأطراف التابعة
- حزب السلام الديمقراطي [6]
- حزب مصر العربي الاشتراكي[7]
- كتلة القوى الثورية[8]